# Oxalis bifida
Oxalis bifida är en harsyreväxtart som beskrevs av Carl Peter Thunberg. Oxalis bifida ingår i släktet oxalisar, och familjen harsyreväxter. Inga underarter finns listade i Catalogue of Life.